# Nesmíš loudit
Nesmíš loudit je druhá sólová deska Marcely Březinové a zároveň pátá studiová v rámci její diskografie obecně. Titul vyšel v roce 1998 u vydavatelství G&B (George & Beatovens) na audiokazetě a kompaktním disku.

## Seznam skladeb
| Pořadí         | Název                                              | Autor                                  | Délka |
| -------------- | -------------------------------------------------- | -------------------------------------- | ----- |
| 1.             | Kde tě zas mám                                     | J. Šíma / J. Fischer                   | 3:38  |
| 2.             | Zlatý brouci                                       | J. Šíma / I. Hlas                      | 4:17  |
| 3.             | Hory v dálce                                       | J. Šíma / I. Hlas                      | 4:30  |
| 4.             | Tyhle divný kecy                                   | J. Šíma / I. Peroutková – M. Březinová | 3:50  |
| 5.             | Chytrej jak radio                                  | M. Linhart / M. Březinová              | 4:34  |
| 6.             | Duha                                               | Z. Švarc / I. Hlas                     | 3:55  |
| 7.             | Nesmíš loudit                                      | J. Šíma / Z. Michnová                  | 5:06  |
| 8.             | Beránek ve vlčím rouše                             | J. Šíma / I. Hlas                      | 5:41  |
| 9.             | Na hlavní třídě                                    | J. Šíma / I. Hlas – Z. Michnová        | 3:59  |
| 10.            | Línej kouř                                         | M. Linhart / M. Březinová              | 5:23  |
| 11.            | Summertime (coververze; árie z opery Porgy a Bess) | G. Gershwin / D. Heyward               | 4:16  |
| Celková délka: | Celková délka:                                     | Celková délka:                         | 49:09 |

## Obsazení
| Zpěv - Sólo – Marcela Březinová - Vokály – Březinová • Jiří Šíma • Miroslav Linhart Instrumentální doprovod a nástroje - Klávesy, tenorsaxofon a programování bicích – Šíma - Kytary – Linhart - Trumpeta – Roman "Bobík" Kubát | Produkce a výroba - Produkce – Šíma • Zdeněk Švarc - Aranžmá – Šíma • Linhart - Nahrávka a mixáž – Otto Chlpek • Radek Rondevald / S Pro Alfa Studios - Mastering – Oldřich Slezák / ADK Prague - Foto – Jiří Rill - Cover design – Antonín Kysela - Make up – Renata Zelinková - Sazba a litografie – Studio Kyno - Spolupráce na realizaci – Karel Novák • Michal Pavlík (George & Beatovens) |

(Pozn. Údaje převzaté z oficiálního bookletu hudebního nosiče.)